# Pattiom
Pattiom is een census town in het district Kannur van de Indiase staat Kerala. 

## Demografie
Volgens de Indiase volkstelling van 2001 wonen er 19948 mensen in Pattiom, waarvan 46% mannelijk en 54% vrouwelijk is. De plaats heeft een alfabetiseringsgraad van 86%. 